# Authaemon
Authaemon là một chi bướm đêm thuộc họ Geometridae.

## Các loài
- Authaemon poliophara Turner, 1919
- Authaemon purpurea Goldfinch, 1944
- Authaemon stenonipha Turner, 1919